# Royaume d'Hyrule
 (octobre 2019).
Si vous disposez d'ouvrages ou d'articles de référence ou si vous connaissez des sites web de qualité traitant du thème abordé ici, merci de compléter l'article en donnant les références utiles à sa vérifiabilité et en les liant à la section « Notes et références ».
Le royaume d’Hyrule (ハイラル, Hairaru) est la zone géographique médiéval fantastique imaginaire qui sert de cadre à un grand nombre des opus de la série de jeux vidéo The Legend of Zelda créée par Shigeru Miyamoto et Takashi Tezuka de la société japonaise Nintendo,.
Le royaume d’Hyrule apparaît pour la première fois en 1986 dans le jeu vidéo The Legend of Zelda. Link, le héros incarné par le joueur, doit parcourir dans sa quête les différentes parties du royaume afin de délivrer la princesse Zelda et de reconstituer la Triforce.
Tous les jeux de la série Zelda ne se déroulent pas dans le royaume Hyrule. Par exemple, l’aventure se passe uniquement sur l’île Cocolint dans Link's Awakening, c'est un lieu rêvé par un animal marin. Majora's Mask présente Termina, un endroit lugubre en proie au chaos et à la folie. Holodrum et Labrynna sont les deux zones géographiques dans Oracle of Seasons et Oracle of Ages. Twilight Princess présente Hyrule et son pendant crépusculaire où vivent d'anciens Hyliens bannis. Le Royaume d'Hyrule a vécu un déluge et sa géographie a grandement changée dans The Wind Waker et Phantom Hourglass.
Le royaume d'Hyrule est différent à chaque opus concernant les habitants qui y vivent, la localisation des villages ou de diverses particularités géologiques (le lac Hylia, la plaine, les bois perdus, le village Cocorico, le désert, la montagne de la Mort, etc. sont placés à différents endroits au fil des jeux)
Le royaume d'Hyrule est une confédération de différents peuples : Hylien/Sheikah/Piaf/Zora/Gerudo/Goron/Minish et d'autres peuples décrits plus bas.
Il est généralement dirigé par un même souverain : le roi d'Hyrule, qui est de race hylienne et père de la princesse Zelda.

## Histoire fictive

### AvantOcarina of Time

#### Fondation légendaire et prémices du peuple Hylien
La cosmogonie d'Hyrule affirme que trois déesses-fées descendirent du ciel dans des temps immémoriaux : Din, fée-déesse de la force, Nayru, fée-déesse de la sagesse et Farore, fée-déesse du courage. Elles créèrent la Terre, lui donnèrent ordre, loi et vie ; puis elles repartirent aux cieux, leur devoir accompli. Seule trace de leur passage : la Triforce, une relique sacrée faite de trois triangles d'or. Elle permet aux mortels de réaliser tous leurs désirs. Elle demeura enfermée en lieu sûr, dans un monde féerique et parallèle à Hyrule nommé « Terre d'Or », « Saint Royaume » ou « Terre Sainte ». Les déesses laissèrent également à une déesse façonnée pour l'occasion, connue sous le nom d'Hylia, la charge de veiller sur la Triforce et sur ce nouveau monde.
La race nouvellement créée des Hyliens colonisa donc de nouvelles terres, parfois par la force des armes. Ils possèdent de grandes oreilles pour mieux entendre leurs divinités. La légende raconte également que les Zoras étaient à l'origine de simples poissons dont la source a été bénie par les déesses.
Une incarnation du chaos nommée « Avatar du Néant » voulu un jour s'emparer des immenses pouvoirs recelés par la relique gardée par Hylia. De nombreuses personnes laissèrent la vie dans ce combat terrible, et la déesse envoya les humains en exil sur de grandes îles flottantes après avoir temporairement emprisonné l'Avatar dans le vallon dit "du sceau". Pour pouvoir lutter contre le mal en personne qui allait forcément se libérer un jour ou l'autre, Hylia créa une épée magique, l’Épée de Légende (en anglais : Master Sword) pour un héros qui saurait la manier. Elle choisit également, pour pouvoir se servir de la Triforce, de se réincarner ensuite en humaine (The Legend of Zelda: Skyward Sword)
Bien après ces événements devenus légende, une jeune fille naquit dans la cité flottante de Célesbourg portant le prénom de Zelda : elle était la réincarnation de la déesse Hylia, bien que n'en ayant pas encore conscience. Un jeune chevalier et ami d'enfance de Zelda, Link, fut choisi pour participer avec elle à une fête commémorative. Mais à la suite de plusieurs incidents suivis du puissant réveil de l'Avatar du Néant et de son bras droit Ghirahim, Zelda retrouva ses souvenirs de divinité et s'enferma pour des millénaires dans un cristal pour sauver les siens, laissant le jeune chevalier prit au dépourvu, avec la révélation qu'il était le guerrier élu par les déesses pour rétablir la paix pour son peuple. La princesse se réveilla toutefois peu après, grâce aux exploits du chevalier ; mais Ghirahim furieux s'empara de l'âme de celle-ci pour ressusciter son maître. Link finit par abattre l'Avatar du Néant et à l'enfermer dans sa propre épée, mais ce dernier jura qu'il reviendrait sous une autre forme, encore et encore, pour l'éternité. Link fit finalement s'écraser sur Terre les îles de la déesse et retrouva Zelda, saine et sauve (The Legend of Zelda: Skyward Sword).

#### Expansions (ères du chaos, de la prospérité et de la force)
Les premiers rois des Hyliens étaient apparemment bons et populaires, comme le roi Gustave qui entama un contact poussé avec le peuple Éolien, ou le pacifique roi Dartas, ancien bretteur de renom. Ils nommèrent souvent leurs filles Zelda en hommage à la première reine de leur dynastie. Un jour, les forces du mal voulurent encore conquérir le royaume, mais une épée magique donnée par des petites créatures nommées Minish fut maniée par un héros qui repoussa le danger. Depuis, un festival annuel fut organisé pour célébrer l'événement.
Durant le festival du centenaire de l'événement, un magicien nommé Vaati transforma la princesse Zelda en pierre et libéra des monstres d'un coffre scellé. Vaati était en fait un Minish mégalomane transformé en Hylien, qui avait arraché à son maître un chapeau magique exauçant tous les vœux. Link partit donc trouver une solution en récupérant l'épée des quatre, l'épée ancestrale des Minish permettant de se dédoubler en quatre clones.
Après avoir scellé le sorcier, le festival put continuer avec tous les convives, et Link reçu des Minish le bonnet vert qui deviendra son symbole (The Legend of Zelda: The Minish Cap).
Bien des siècles plus tard, une autre princesse Zelda vérifia le sceau du mage du vent en compagnie d'un autre Link. Mais il se brisa subitement, et Vaati transformé en démon informe s'empara de la princesse. Link dû reprendre l'épée des quatre afin de la secourir et de ré-enfermer le mage noir pour toujours, ou presque (The Legend of Zelda: Four Swords Adventures).

#### La guerre intestine d'Hyrule
Éclate à la suite de ces événements la guerre intestine (ou civile) d'Hyrule, pour des raisons obscures. Il est possible que des peuples voisins comme les Gerudos ou les Gorons se soient soulevés contre la politique colonialiste des rois Hyliens, ou pour d'autres causes inconnues non précisées. Ils entrèrent donc en guerre et, pendant quelque temps, les batailles entre Hyliens et espèces limitrophes ravagèrent atrocement le royaume et toutes ses provinces. Il est également possible que les serviteurs de la famille royale, les Sheikahs, ayant voulu leur indépendance, se soient ligués contre leurs anciens maîtres ou alliés, à moins qu'ils ne les aient défendus mais aient été trahis.
Quoi qu'il en soit, les Hyliens furent sans pitié et asservirent successivement toutes les ethnies ennemies tout en exterminant théoriquement les Sheikahs en un terrible génocide. Le roi des Hyliens unifia par là même le royaume et devint suzerain de tout Hyrule.

### Ocarina of Timeet ses trois embranchements

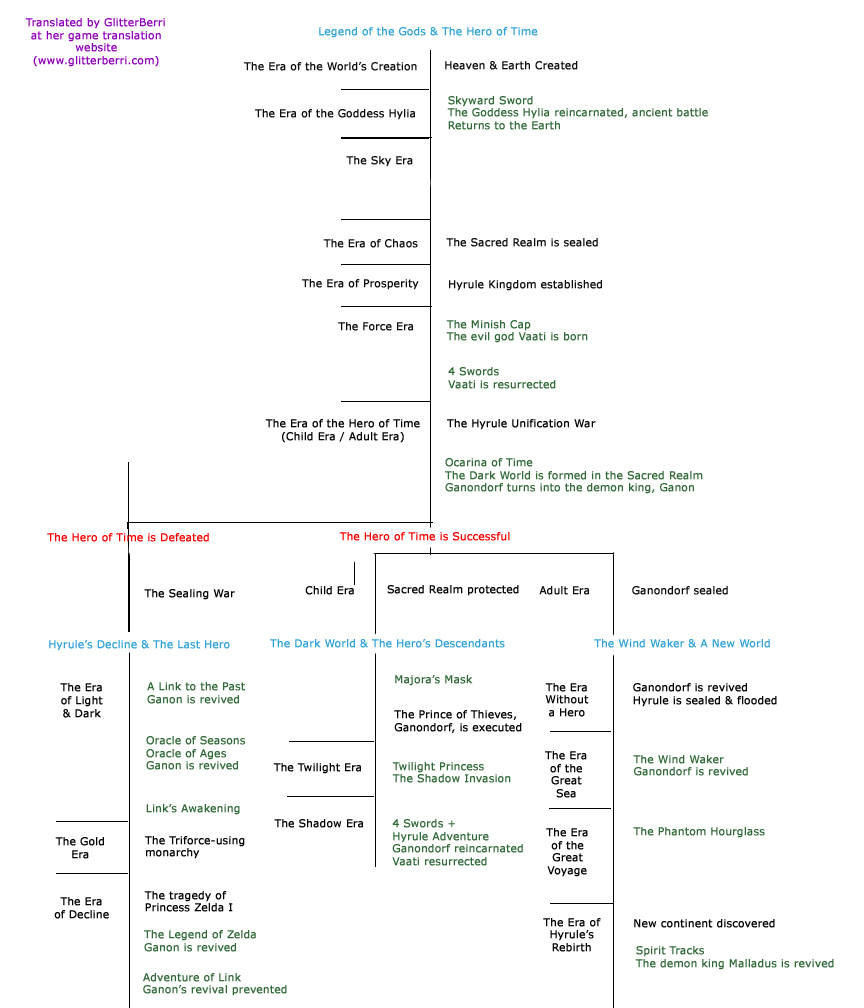
Les trois chronologies de The Legend of Zelda à partir d’Ocarina of Time.

Ganondorf, roi des Gerudos (et réincarnation de l'Avatar du Néant), devient ainsi, à la suite de sa défaite, le vassal du nouveau souverain d'Hyrule. Seule la fille de ce dernier, la princesse Zelda, s'en méfia et ne lui accorda pas sa pleine confiance. Link, enfant orphelin trouvé par l'arbre Deku dans la forêt, fut chargé par la princesse après un concours de circonstances de s'emparer des pierres ancestrales permettant d'ouvrir une porte vers le saint royaume pour empêcher Ganondorf d'avoir lui-même la Triforce. Mais Link échoua à empêcher Ganondorf d'y avoir accès car le conseiller royal s'empara de la relique en entrant dans le Temple du Temps à la suite du chevalier. Le Gerudo organisa un coup d’État et s'autoproclama souverain d'Hyrule après avoir assassiné le précédent. La princesse dû s'exiler pour ne pas trouver la mort. Link entra dans un long sommeil de sept ans à l'intérieur même du Temple du Temps. Ganondorf utilisa cette période pour transformer son royaume en un lieu désolé.
Link et Zelda agissent ensuite pour retrouver des Sages d'Hyrule et combattent pour la bataille finale contre l'usurpateur transformé en roi-démon, Ganon.
C'est à partir de cette bataille qu'apparaissent trois cas de figure donnant naissance à trois chronologies distinctes :
- Link ne réussit pas à vaincre Ganon : à cause de cette défaillance, la victoire est compromise. Ganon a unifié la Triforce et devient le dépositaire de l'entièreté de son pouvoir magique ; La princesse Zelda et les sages scellent de justesse le roi-démon dans la Terre d'Or, désormais transformée en Terre de Ténèbres, mais pour peu de temps. C'est la chronologie de la défaite.
- Link réussit à vaincre Ganon : la princesse Zelda renvoie le Héros du Temps à l'époque de son enfance, sept ans auparavant, pour qu'il dénonce Ganon et annule son règne à venir. Ganondorf est jugé pour ses crimes mais parvient à s'extraire de ses chaînes, il se rend dans un lieu crépusculaire dont il va devenir le maître et emporte avec lui l'arme puissante qui était censée le mettre à mort. C'est la chronologie de Link enfant.
- Link réussit à vaincre Ganon : la princesse Zelda renvoie le Héros du Temps à l'époque de son enfance. Link disparaît alors sans laisser de traces sans que l'on sache ce qu'il est advenu de lui. Sans héros, Hyrule est prise au dépourvu. C'est la chronologie de Link adulte.

À la suite de la disparition de Ganon, les Gerudo semblèrent subir de vastes attaques de la part des Hyliens, se vengeant des sept années de tyrannie du roi du désert. La violence de cette revanche fut telle que les Gerudos survivantes fuyèrent leur région natale et s'éparpillèrent un peu partout pour éviter leur disparition totale ; c'est possiblement pour cette raison qu'on ne voit aucune Gerudo sur leurs terres, dans Twilight Princess.

#### Chronologie de la défaite

##### Guerre du sceau et ère de l'ombre et de la lumière
Cette ère est assez confuse dans la chronologie. Après avoir scellé Ganon pour un temps indéterminé dans Ocarina of Time, Zelda et Link sous cette épée de Damoclès reconstruisirent ensemble le royaume d'Hyrule ruiné de toute part. Toutefois, depuis la défaite de Link, les forces du mal cohabitaient plus ou moins étroitement avec les forces du bien : c'est l'ère de l'ombre et de la lumière.
Avides de pouvoir, plusieurs chevaliers et voleurs ayant entendu parler de la Terre d'Or pénétrèrent à l'intérieur dans le seul but de trouver la Triforce, emporté dans son bannissement par le roi-démon ; mais ils ne parvinrent qu'à se faire transformer en monstres serviles à la solde d'un Ganon affaibli. C'est ainsi que, quelque temps plus tard, l'armée démoniaque corrompue quitta la Terre d'Or pour affronter les chevaliers d'Hyrule : ce fut la Guerre du Sceau.
Au prix de très lourdes pertes, l'armée Hylienne mise à mal repoussa les monstres dans la Terre d'Or, et le roi ordonna aux sept Sages que cette dernière soit définitivement fermée pour éviter le retour de Ganon. C'est bien après cette guerre, quand Hyrule avait enfin retrouvé un semblant d'équilibre, qu'un sorcier Sheikah nommé Agahnim décida de ressusciter Ganon en capturant les descendantes des sept sages (dont la princesse Zelda). Il y parvient, le sceau antique est brisé et Link s'aventure en Terre d'Or, désormais transformée en monde de ténèbres par le roi-démon, pour sauver le royaume et sa princesse. Le héros s'empare de la Triforce et fait vœu qu'Hyrule redécouvre la paix et que Ganon soit de nouveau enfermé pour le plus longtemps possible. Ensuite, en retour triomphal au château, Link donna la Triforce à la famille royale pour qu'elle guide Hyrule vers la prospérité.

##### L'âge d'or d'Hyrule

La Triforce, relique sacrée des déesses et symbole du royaume d'Hyrule.

Pendant les siècles qui suivirent, le nom de Ganon s'effaça de l'histoire et une ère paisible s'installa sur tout le territoire : c'est l'âge d'or d'Hyrule. Les souverains utilisèrent la relique sacrée à bon escient pour satisfaire la population, et nul conflit ne troublait la prospérité du royaume.
Jusqu'au jour où le roi d'Hyrule ne pu trouver un digne descendant à qui confier la Triforce. Son fils, le prince héritier, n'avait selon lui pas les qualités requises pour être un bon roi, alors le souverain fractionna en trois parties la relique : il cacha la Triforce du courage dans un dangereux donjon et laissa le reste à sa fille, Zelda. Le prince, jaloux, interrogea sa sœur pour qu'elle lui avoue où se trouvait la relique. Mais la princesse resta muette, et le prince ulcéré la plongea dans un sommeil éternel avec l'aide d'un magicien pour se venger: c'est la tragédie de la première Zelda (nommée « première » du fait qu'il s'agisse ici du premier jeu commercialisé).
Quelque temps plus tard, rongé de remords, le prince devenu roi se rendit compte qu'il avait condamné son royaume à une longue agonie. Il fit passer un décret obligeant ses descendants sur le trône à appeler les membres féminins de la dynastie Zelda en l'honneur de sa sœur.

##### Ère du Déclin
Fragilisé, et sans le pouvoir divin de la Triforce, le royaume d'Hyrule chuta inévitablement vers une destruction certaine. Ganon se réveilla quelques années après et sema la désolation parmi les Hyliens incapables de se défendre. La princesse Zelda, affolée, morcela sa propre Triforce de la sagesse en huit partie pour éviter à Ganon de s'en emparer trop rapidement. Link, destiné à sauver la princesse, part en quête des huit fragments pour vaincre le roi-démon, qu'il tua non sans mal.
Dans Zelda II: The Adventure of Link, plusieurs mois passèrent, et malgré la défaite de Ganon, ses alliés continuent à faire régner la terreur sur un royaume d'Hyrule en ruine, dans l'espoir de son retour. Le seul moyen de le ramener à la vie est de retrouver Link et verser son sang sur ses cendres. Ce même Link vient justement d'avoir 16 ans. Impa, nourrice de la princesse, s'aperçoit qu'est apparu sur la main de Link le symbole de la Triforce. Elle lui raconte alors l'histoire de la tragédie de la première Zelda et lui demande de la sauver de son sommeil durant depuis des lustres en réunissant la Triforce brisée. Après avoir affronté divers danger dans les six antiques palais que comptent Hyrule, Link combat son alter-ego : Dark-Link. Victorieux, Link réunit les fragments de la relique et la première Zelda retrouva la vie : le royaume allait probablement connaître une nouvelle période faste.

#### Chronologie de Link adulte
Des siècles après les événements de Ocarina of Time, le sceau se brisa et Ganon réapparut. Les habitants voulurent croire que le héros reviendrait les sauver mais il ne réapparut pas.
Il est probable qu'un autre héros soit réapparu mais qu'il n'était pas celui du Temps. Ce héros, avec l'aide des sages Fado et Laruto, parvint à sceller les monstres de Ganon dans l'Épée de Légende mais échoue visiblement à vaincre Ganon.
Pour protéger les Hyliens de ce monstre, les déesses leur indiquèrent de se réfugier sur les plus hautes montagnes du pays et engloutirent le royaume et Ganon sous les eaux.
Les siècles passèrent et les gens vécurent en paix dans les nouvelles îles (en fait le sommet des montagnes) de cette grande mer, mais Ganon réapparut dans le but de reconstituer la Triforce. Il sera à nouveau vaincu par un descendant du premier héros qui devint lui aussi le Héros, accompagné d'une descendante de la famille royale nommée Tetra. Après cette bataille, l’ancien roi Daphnès Nohansen Hyrule III fit vœu de prospérité pour Link et Tetra, et Ganon fut vaincu à jamais. Ensemble, ils franchirent les mers et érigèrent un nouveau royaume d’Hyrule en paix.
Un siècle après ceci, la petite fille de Tetra, la princesse Zelda, régnait sur un royaume en pleine révolution industrielle. Elle se préparait à adouber Link, quand elle fut trahie par son ministre qui voulait la résurrection d'un ancien démon. Les deux nouveaux héros vont devoir encore une fois se surpasser pour sauver ce nouveau royaume de la destruction, et peut-être perpétuer la dynastie.

#### Chronologie de Link enfant
Après l'emprisonnement de Ganon et l'annulation de son règne futur juste après Ocarina of Time, Link s'exile et quitte la princesse Zelda pour retrouver sa fée Navi. Mais il est pris dans une embuscade et est dépossédé de ses biens. Skull Kid, un être corrompu par le masque de Majora (une relique maléfique avec une conscience propre et indépendante) transforme Link en un petit Mojo. Le héros arrive dans une ville nommée Bourg-Clocher, où un carnaval se prépare, alors que la Lune s'apprête à s'écraser sur Terre. Malgré une atmosphère festive hors-saison, la ville a une aura malfaisante, triste et lourde et cela se ressentira dans tout le jeu.
Un étrange marchand de masques explique alors à Link que Skull Kid lui a volé le masque de Majora et qu'il faut absolument le retrouver avant trois jours.
Link, non sans mal, s'exécute et retrouve son Ocarina du Temps mais pas le masque réclamé. le Marchand mécontent indique que le masque a été créé il y a fort longtemps et qu'il possède de redoutables pouvoirs, dont celui de posséder son porteur jusqu'à le tuer. Link réunit les quatre géants de pierre pour stopper la chute de la lune (contrôlée par le masque de Majora) mais le masque abandonne son porteur et agit par lui-même, infestant l'astre pour le forcer à s'impacter à la surface. Le héros le suit, et constate que pour vaincre le masque, il lui faut « jouer à un jeu » impliquant la mort tragique de plusieurs personnes de par le monde. Une fois le masque de Majora vaincu et débarrassé de son âme diabolique, le mystérieux vendeur et Link continuent leur route.
Plusieurs années après, à Hyrule, on retrouve le tyran Ganondorf qui se prépare à être exécuté par les Sages du royaume. Mais Ganondorf, toujours puissant, se délivre magré une blessure à l'abdomen. Pris au dépourvu, les Sages l'enferment dans le « royaume du Crépuscule » où il rencontre Xanto, un habitant de cette contrée. Ganon lui donne assez de puissance pour renverser la reine Midona, que Xanto transforme en une petite créature impuissante. Xanto, manipulé par le roi Gerudo, envahit le royaume d'Hyrule en une guerre éclair qui ne laisse aucune chance à la princesse Zelda (dans ce cas reine d'Hyrule). Pendant ce temps, un fermier Hylien nommé Link part à la recherche de ses amis capturés par les sbires du crépuscule. Il est lui-même capturé, transformé en loup blanc et gris, puis rejoint la princesse Zelda et la reine Midona dans un cachot. Ils s'évadent et tentent de retrouver les cristaux sacrés des ancêtres de la reine de l'ombre. Link retrouve sa forme originale, mais ils tombent malheureusement sur Xanto, qui maudit une nouvelle fois Link. Midona est blessée, et Zelda offre son énergie vitale pour la sauver. Midona et Link partent en quête de la vérité avec l'aide de la Master Sword, et découvrent le jugement raté du seigneur Ganon. Les deux compagnons reforment le miroir qui permet de passer du monde normal au monde du crépuscule, et battent Xanto. Link retrouve Zelda possédée au château d'Hyrule, la libère, et vainc ensuite Ganon avec son aide.
Midona retrouve sa forme normale, dit brièvement au revoir à Link et Zelda, et retourne dans son monde en détruisant le miroir des ombres afin de sceller le passage à jamais.

#### Chronologie inconnue
Descendu du ciel il y a fort longtemps, le peuple Soneau, descendant des Dieux, se mêla progressivement aux différents peuples accoutumés à la terre ferme. Les Soneaus disparurent en laissant derrière eux Mineru et son jeune frère Rauru. Celui-ci épousa Sonia, une prêtresse hylienne appartenant au clan Hyrule, et ensemble, ils fondèrent un nouveau royaume baptisé Hyrule. Ils rencontrèrent ensuite leur lointaine descendante, Zelda, propulsée dans le passé après une défaite initiale contre le roi gerudo Ganondorf, momifié sous le château d'Hyrule. Rauru, Mineru, Zelda et les nouveaux sages luttèrent ensemble contre une version antérieure du roi-démon. Incapable de le vaincre, Rauru se sacrifia pour le sceller - une technique vue à de multiples reprises dans la chronologie des jeux : c'est une nouvelle guerre du sceau. Pour redonner force et éclat à la Master Sword brisée, Zelda se changea en dragon blanc et, pendant des dizaines de milliers d'années, erra dans le ciel en attente de son époque d'origine (The Legend of Zelda: Tears of the Kingdom).
Les événements racontés dans Breath of the Wild indiquent que dix mille ans avant même le jeu, le royaume d'Hyrule construisit avec l'aide des Sheikahs, désormais au summum de leur puissance, un nombre remarquable de robots de guerre en tout genre, dont quatre principaux : les titanesques créatures divines qui sont en forme d'animaux caractéristiques (éléphant, chameau, oiseau, salamandre) et contrôlées par quatre prodiges. Le tout était commandé par le héros (Link) et la princesse (Zelda). Lorsque Ganon revint, il se fit vaincre assez facilement et sans pouvoir rien tenter. C'est à cette époque que, selon les pierres de mémoires du domaine Zora, le roi des Zoras demanda assistance au roi d'Hyrule pour réguler les eaux du fleuve qui inondaient régulièrement les plaines en faisant de multiples dégâts. Le roi accepta et le barrage d'Est fut construit en seulement un an. Ce bâtiment symbolise depuis lors le pacte d'amitié entre les deux peuples, puisque les Zoras se sont engagés à entretenir le barrage et à veiller à son bon fonctionnement.
Les dix mille ans passèrent et le roi Rhoam Bosphoramus Hyrule redécouvrit les anciens robots cachés sous terre sur les conseils d'une prophétie à propos du retour de Ganon. Sa fille Zelda, passionnée d'archéologie, étudia attentivement les reliques pour tenter de comprendre leur fonctionnement. Malgré son érudition, elle était malheureusement incapable d'activer ses pouvoirs ancestraux : dénigrée par son père, mortifié par la mort de son épouse, et critiquée par son entourage, la princesse finit par avoir une très basse estime d'elle-même. Un chevalier de la garde royale, Link, devint alors le garde personnel de la princesse. Élu de l'épée de légende, il finit par devenir lui-même prodige.
Vint alors le temps où Ganon refit surface, mais il prit tout le monde par surprise et détruisit tout sur son passage avec une force insoupçonnée ; il s'empara même des créatures divines, assassinant les prodiges et le roi d'Hyrule. Zelda et Link s'enfuirent sur les routes, avant que le héros ne meure au combat. Zelda débloqua son pouvoir du Sceau en tentant désespérément de sauver Link des gardiens. La voix de l'épée dit alors à Zelda que Link pouvait encore être sauvé. Désespérée, la princesse le fit enfermer pour cent ans dans le sanctuaire de la rennaissance où il reprendrait des forces, avant de se diriger vers son château pour affronter et contenir seule le roi-démon.
Un siècle après, Link se réveilla amnésique, et retrouva un royaume d'Hyrule en ruine, devenu sauvage et champêtre mais dans un état proche de la disparition. Il rencontra pour le guider le fantôme du roi Rhoam, la nourrice Impa et les scientifiques Sheikahs ayant survécu à la grande catastrophe. Link libéra de l'emprise du démon les quatre créatures divines, retrouva la princesse Zelda qui l'attendait depuis un siècle, et anéantit Le Fléau (The Legend of Zelda: Breath of the Wild).
Quelques années après, alors qu'Hyrule est en pleine reconstruction, l'affaiblissement du premier sceau lancé par le roi Rauru eut pour conséquence le réveil dramatique du premier Ganondorf, enterré depuis des milliers d'années sous le château d'Hyrule, et le départ dans le passé de la princesse Zelda, qui devint à cette occasion le sage du Temps (The Legend of Zelda: Tears of the Kingdom).

## Géographie

### Géographie générale
Le royaume d'Hyrule semble s'étendre sur plusieurs continents, au moins trois : l'Hyrule Occidental (Zelda II: The Adventure of Link, The Legend of Zelda), l'Hyrule Oriental (Zelda II: The Adventure of Link, The Legend of Zelda), l'Holodrum et Labrynna (Oracle of Ages et Oracle of Seasons) ainsi que le nouvel Hyrule (Phantom Hourglass)
Le royaume d'Hyrule est bordé ou à proximité relative de nombreux autres royaumes : Termina, Ikana, Lorule (univers parallèle), Estoffe, Arcadie, l'archipel de la grande mer, le royaume du crépuscule (univers parallèle)... Ainsi que des tribus migratoires indépendantes, comme les Zoras que l'on retrouve à Labrynna et à Hyrule.
Bien que les lieux changent à quasiment chaque jeu, des noms en communs sont facilement repérables (Firone, Ordinn, Lanelle, Hébra...). On remarquera aussi l'île de Cocolint et son poisson rêve (Link's Awakening) et l'île de Gamelon (Zelda: The Wand of Gamelon) bien que cette dernière ne soit pas officielle.
Le château d'Hyrule apparaît dans quasiment tous les opus, et change souvent d'apparence, mais possède une architecture globalement inspirée du château de Neuschwanstein.

#### Provinces et subdivisions
Dans Breath of the Wild, la carte du royaume apparaît divisée en plusieurs entités géographiques, apparentées à des provinces ou gouvernorats.
- Plateau du prélude, où serait né le royaume d'Hyrule
- Province de Necluda, où vivent les Sheikas et la plupart des Hyliens
- Province de Lanelle, où vivent les Zoras dans leurs domaines et où voyage le dragon Nedrac
- Province de Firone, une jungle et une plage que parcourt le dragon Rordrac
- Province d'Ordinn, que parcourt le dragon Ordrac et où vivent les Gorons sur la montagne de la mort
- Province d'Akkala, collines dans lesquelles se trouve un village et le deuxième laboratoire Sheikah du jeu
- Province d'Hébra, où vivent les Piafs, avec au sud les plaines de Tabanta
- Contrées Gerudo, désert où vivent les Gerudos
- Centre d'Hyrule, d'où règne le roi d'Hyrule

### A Link to the Past
- Château d’Hyrule : situé au centre du royaume, c'est ici que vivent Zelda et son père, le roi d’Hyrule. Un passage secret mène hors des remparts tandis qu'un autre aboutit au sanctuaire.
- Village Cocorico : village situé à l'ouest d'Hyrule. On y trouve des commerces, une bibliothèque et une forge.
- Bois perdus : une vaste forêt au nord-ouest d’Hyrule. Une épaisse brume y est constamment levée. C’est le repaire des criminels du royaume. La légendaire épée Excalibur (Master Sword) y est cachée.
- Désert des Mystères : le désert au sud-ouest abrite le deuxième palais du jeu.
- Marais : un marais situé entre le désert et le lac Hylia.
- Lac Hylia : un grand lac au sud-est du royaume.
- Ruines de l’Est : composées d’anciennes ruines construites sur une colline. La maison de Sahasrahla (l’ancien du village Cocorico) s’y trouve également. C'est dans ces ruines que se trouve le premier donjon du jeu.
- Rivière Zora : les Zoras défendent cette source d’eau au pied de la montagne de la Mort.
- Montagne de la Mort : cette montagne comporte de nombreuses grottes. La tour d’Héra se situe à son sommet. L’entrée de le terre d'Or se trouve quelque part sur cette montagne.
- Sanctuaire et le cimetière : situé au pied de la montagne de la Mort, les morts d’Hyrule y sont enterrés.
- Plaines d’Hyrule : de grandes plaines verdoyantes s’étendent autour du château. Link vit avec son oncle dans une petite maison dans ces plaines.

On peut retrouver la plupart de ces lieux dans le monde des Ténèbres ; l'ancienne Terre d'Or devenue une version corrompue du royaume d’Hyrule.

### Ocarina of Time

Carte d’Hyrule dans Ocarina of Time.

- Forêt Kokiri : un village dans la forêt à l'est d'Hyrule où vit le peuple Kokiri. C'est également la demeure du vénérable arbre Mojo.
- Bois perdus : la forêt qui entoure le village Kokiri où on peut facilement se perdre. Les personnes qui s’égarent dans cette forêt sont transformées en Stalfos. Un passage mène au village Goron, un autre à l'entrée du domaine Zora.
- Bosquet sacré : situé au cœur des bois perdus, c’est là que se trouve le temple de la Forêt.
- Plaine d’Hyrule : la vaste plaine qui s’étend au centre du royaume, elle est traversée par le fleuve Zora.
- Ranch Lonlon : situé au centre de la plaine d’Hyrule, ce ranch est réputé pour la rapidité de ses chevaux et son délicieux lait.
- Bourg d’Hyrule : la plus grande ville d’Hyrule. On y trouve des commerces et des jeux ainsi que le temple du Temps. La ville est fortifiée, le pont-levis à son entrée est relevé à la tombée de la nuit.
- Château d’Hyrule : situé au nord du bourg d’Hyrule, ce château est la demeure de la famille royale d’Hyrule.
- Village Cocorico : ce paisible village en pleine expansion se trouve au pied du mont du Péril. Les Skultulas (une famille entière transformée en araignées) habitent ce village. Un ancien peuple habitait ce village, les Sheikahs, dont Impa, la nourrice de la princesse, en est la dernière descendante.
- Cimetière de Cocorico : il est entretenu par un étrange fossoyeur nommé Igor. C’est dans ce cimetière que se trouve la tombe de la famille royale et le temple de l’Ombre.
- Mont du Péril : un immense volcan encore en activité. Les Gorons vivent sur ses parois rocailleuses et une fée habite au sommet. Les nuages qui entourent le sommet reflètent la santé du royaume. S’ils sont blancs, le royaume est en paix, s’ils sont rouges, le royaume est en guerre. Le temple du Feu se trouve au sein de son cratère.
- Village Goron : c’est la demeure des Gorons. Ce village est situé sur le mont du Péril.
- Domaine Zora : les Zoras vivent dans une grotte marine en amont du fleuve. Un énorme poisson nommé Jabu-Jabu, considéré comme un dieu par les Zoras, s'y trouve également.
- Fleuve Zora : prenant sa source au domaine Zora, il traverse tout le royaume d’Hyrule et se jette dans le lac Hylia.
- Lac Hylia : les berges du lac accueillent un laboratoire et un stand de pêche. Le temple de l’Eau se trouve sous ses eaux.
- Vallée Gerudo : vallée rocailleuse située à l’ouest d’Hyrule. Elle est traversée par le fleuve Zora.
- Forteresse Gerudo : cette forteresse, située au-delà de la vallée Gerudo, est le repaire des voleuses Gerudo.
- Désert hanté : il est très facile de se perdre dans ce désert parcouru par des tempêtes de sable.
- Colosse du désert : cette oasis, située au fin fond du désert Hanté, abrite le temple de l’Esprit.

### The Minish Cap
- Cité d’Hyrule : située au centre du Royaume, c’est la principale ville du pays. On y trouve des commerces, des jeux, une bibliothèque et même une école.
- Plaine Sud d’Hyrule : la maison de Link se trouve dans cette plaine au sud du royaume.
- Plaine Nord d’Hyrule : situé au nord de la cité d’Hyrule, cette plaine mène au château d’Hyrule.
- Château d’Hyrule : Zelda et son père, le roi d’Hyrule, vivent dans ce château, situé à l’extrême nord du royaume,
- Mont Gonggle : cette montagne se trouve au nord-ouest d’Hyrule. On y trouve le temple du Feu.
- Marais de Tabanta : un marais situé à l’ouest d’Hyrule.
- Ruines du Vent : les vestiges d’une ancienne civilisation nommée les « Éoliens ».
- Bois de l’Ouest : un petit bois situé à l’ouest du royaume.
- Plateau de Bélet : il faut passer par cet endroit pour atteindre le mont Gonggle.
- Cascade de Sera : une immense cascade qui coule au nord est du royaume et qui mène au-dessus des nuages.
- Ferme Lon Lon : une ferme à l’est d’Hyrule dirigée par Talon et Malon.
- Colline de l’Est : point de passage obligatoire vers la forêt de Tyloria.
- Foret de Tyloria : cette forêt se trouve au sud est d’Hyrule. On y trouve le village Minish et le temple de la Forêt.
- Lac Hylia : cet immense lac se trouve à l’est d’Hyrule. On y trouve le temple de l’Eau.
- Vallée des Rois : au-delà de cette lugubre vallée, se trouve le cimetière d’Hyrule où repose le roi Gustave.

### Twilight Princess
Description selon la version Wii du jeu. Pour la version GameCube, l’est et l’ouest sont inversés (version miroir).
Le Château d’Hyrule se trouve au centre de la carte dans la partie Nord de la cité. C’est la demeure de la Princesse Zelda et le dernier donjon.
Le lac Hylia se trouve à l’est de la cité d’Hyrule, et est le siège du 3e donjon. On y retrouve principalement des Zoras. Leur village, leur lieu de résidence, est situé près du lac. La famille royale réside au sommet d’une cascade d’où prend sa source le fleuve Zora qui alimente en aval le lac Hylia.
Les Terres d’Ordinn sont une partie de la plaine d’Hyrule qui se trouve juste à l’ouest de la cité. Elle relie le village Cocorico à la cité du royaume. Ce village est au pied de la montagne de la Mort, où règne une ambiance de Far-West avec une architecture en bois latérale à une rue centrale. C'est un lieu de passage obligé pour accéder à la montagne de la Mort, qui est le lieu de résidence des Gorons, à l’extrême ouest de la carte. On y retrouve également le 2e donjon.
La Forêt de Firone se trouve à mi-chemin entre les terres de Firone et les terres de Latouane, au sud du royaume. C’est une forêt empoisonnée, qui abrite le premier donjon du jeu. Les Terres de Firone sont dans la partie sud de la plaine d’Hyrule. Le Temple du Temps est un sanctuaire ancestrale du royaume, localisé à l’est de la forêt de Firone, il fait office de 6e donjon.
Les Terres de Latouane région paisible du royaume où vivent des fermiers et des éleveurs de bétail, et où a grandi le héros. Ces terres sont situées à l’extrême sud de la carte.
Les Terres de Lanelle c’est la région Nord de la plaine d’Hyrule. Elle joint le lac Hylia aux terres d’Ordinn, et communique avec le village Zora.
Les Massifs des Pics Blancs sont situés à l’extrême nord-est du royaume. Inhabités, sauf par un couple de yétis, on y retrouve le 5e donjon. Le Désert Gerudo situé à l’extrême est de la carte est inaccessible à pied, il faut être projeté par un canon depuis le lac Hylia pour y arriver. Ce grand désert abrite le camp des orques ralliés à Ganon qui gardent la tour du Jugement, le 4e donjon.
Célestia cette cité céleste est également accessible par le canon du lac Hylia. Elle abrite les Célestiens, le peuple du vent, et les sept niveaux composant la cité forme le 7e donjon.
Le village abandonné : il s’agit en fait du village Cocorico de Ocarina of Time mais il est désert, à l’exception d’une vieille dame nommée Impa (en référence à la nurse de Zelda qui fonda Cocorico dans Ocarina of Time) et d’une bande de monstres.

### Skyward Sword
- Célesbourg : c'est la cité flottant dans le ciel. Elle appartient à l'ensemble appelé « îles de la Déesse ». Elle est en réalité une partie du vallon du Sceau. Link et Zelda vivent ici au sein de l'école de chevalerie.
- Statue de la Déesse : située au nord de Célesbourg et reliée à la cité par un pont, cette gigantesque statue renferme une pièce secrète ou repose la future épée de légende.
- Vallon du Sceau : Link atterri ici la première fois qu'il arrive sur Terre. Il s'agit d'un vaste cratère en forme de spirale ou a été emprisonné un démon plusieurs siècles auparavant. C'est ici que se trouvait Célesbourg avant que la déesse n'élève la cité dans le ciel.
- Temple du Sceau : situé au sommet du cratère, ce temple relie le vallon du Sceau à la forêt de Firone. Auparavant, c'est ici que vivait la déesse et par conséquent le temple était appelé le temple d'Hylia.
- Forêt de Firone : cette vaste forêt située à l'est du vallon du Sceau est sous la protection du dragon Firone, c'est aussi la demeure du peuple Tikwi. Le temple de la Contemplation se trouve en son cœur.
- Lac et cascade Faroria : le dragon Firone vit, en compagnie du peuple Paraduse, dans ce lac souterrain au sud de la forêt. Un peu plus loin se trouve une grande cascade derrière laquelle se situe l'entrée de la grande caverne antique.
- Volcan d'Ordinn : cet immense volcan en activité se situé au nord du vallon du Sceau et est visible depuis la forêt de Firone. C'est la demeure des Mogmas qui vivent dans des galeries souterraines. Le temple de la Terre se trouve sur les flancs du volcan. Bien plus tard, ce volcan devient la montagne de la Mort que l'on retrouve dans Ocarina of Time et Twilight Princess.
- Sommet du volcan : c'est ici que vit le dragon Ordinn chargé de veiller sur ces terres, on y trouve aussi le grand sanctuaire ancien.
- Désert de Lanelle : situé à l'ouest du vallon du Sceau, autrefois il ne s'agissait pas d'un désert mais d'une région verdoyante et très avancée technologiquement. La surexploitation des ressources minières de cette région l'a transformée en désert en l'espace de quelques siècles. On y trouve la raffinerie de chronolites et le temple du Temps.
- Mines de Lanelle : c'est de ces mines que sont extraites les chronolites par les anciens robots.
- Mer de sable : ce qui était jadis une vaste mer avec un port, un chantier naval et même un repaire de pirates s'est asséchée en même temps que le reste de la région.
- Gorges de Lanelle : c'est dans cette zone rocailleuse que vit le dragon Lanelle.

### Breath of the Wild
Plusieurs régions extrêmement vastes sont disponibles à des fins d'explorations. Leur carte plus précise peut être disponible lorsque le joueur monte au sommet de la tour du secteur.
Le Plateau du Prélude est un plateau au centre d'Hyrule, où Link commence son aventure. On y trouve le Sanctuaire de la Renaissance et les Quatre premiers Sanctuaires. C'est aussi là qu'il reçoit sa quête principale.
La Plaine d'Hyrule est une vaste plaine au nord du Plateau du Prélude, au climat et au relief doux. Des nombreux Gardiens rendent cependant son exploration dangereuse. Tout au Nord de la Plaine, on trouve le Château d'Hyrule, où réside Ganon. C'est l'une des zones les plus dangereuses de tout Hyrule, où les Gardiens errent à profusion.
La Chaîne d'Hébra se situe au Nord-ouest et est la région la plus froide d'Hyrule. Elle est bordée à l'Est par la Plaine de Tabanta, une vaste toundra.
Les Contrées Gerudos sont des régions diverses au Sud-ouest, où on trouve des montagnes, un grand désert et des oasis.

## Population et société

### Gouvernement
Hyrule est gouvernée par un monarque absolu de droit divin. Cela peut être autant un homme qu'une femme (The Legend of Zelda: Twilight Princess) et il est probable qu'Hyrule utilise le droit d'aînesse pour désigner son nouveau souverain (Zelda II: The Adventure of Link). Le monarque est aidé de sept sages/sorciers chargés de faire régner la paix dans les provinces du royaume (The Legend of Zelda: Ocarina of Time, The Legend of Zelda: Twilight Princess…) ainsi que d'un chancelier, d'un chambellan et de divers conseillers. C'est en quelque sorte un empire, puisque les Hyliens ont agrandi leur territoire par les armes, et qu'Hyrule réunit plusieurs espèces et peuples.
Chaque princesse, à partir du déclin d'Hyrule se prénomme Zelda en hommage à la première souveraine des Hyliens à Célesbourg qui se prénommait ainsi. De la même façon, la déesse Hylia se réincarne à chaque fois dans une princesse de la famille royale lorsque le mal approche ; de manière générale, les femmes liées à la famille royale possèdent des pouvoirs hors du commun (télépathie, communication avec les défunts, emploi d'une lumière très puissante et bénéfique), voire divins ; ces pouvoirs se transmettent de mère en fille.
Du fait de leur statut exceptionnel, les princesses d'Hyrule cumulent les titres de « princesse héritière », de « leader et septième des sages » et de « grande prêtresse royale », chargée du culte des quatre déesses (Breath of the Wild).

Les rois et princesses d'Hyrule semblent porter trois noms, comme les Tria Nomina des romains : un prénom, un nom de règne (dynastique ?) et un surnom évoquant leur origine sociale/leur statut (exemple : « Rhoam Bosphoramus Hyrule » ou « Daphnès Nohansen Hyrule »).
Il est possible que Link accède au pouvoir dans plusieurs opus après avoir sauvé le royaume, devenant ainsi roi d'Hyrule à son tour. Ceci confirmerait que le héros est depuis l'origine destiné à rencontrer et à épouser la princesse pour obtenir une descendance capable de veiller sur Hyrule. Dans plusieurs jeux, il est fortement sous-entendu que les deux personnages deviennent très proches ; dans Skyward Sword la princesse Zelda possède un caractère romantique prononcé, et il est implicite qu'elle porte une très grande tendresse pour Link. Dans Breath of the Wild, les prodiges et le roi Rhoam soutiennent sans l'exprimer clairement que la princesse est tombée progressivement amoureuse du jeune homme. De même, à la fin de plusieurs jeux comme ce dernier ou Spirit Tracks, les deux personnages sont les seuls capables de remettre leur pays sur pied, et leur amour est assez certain.

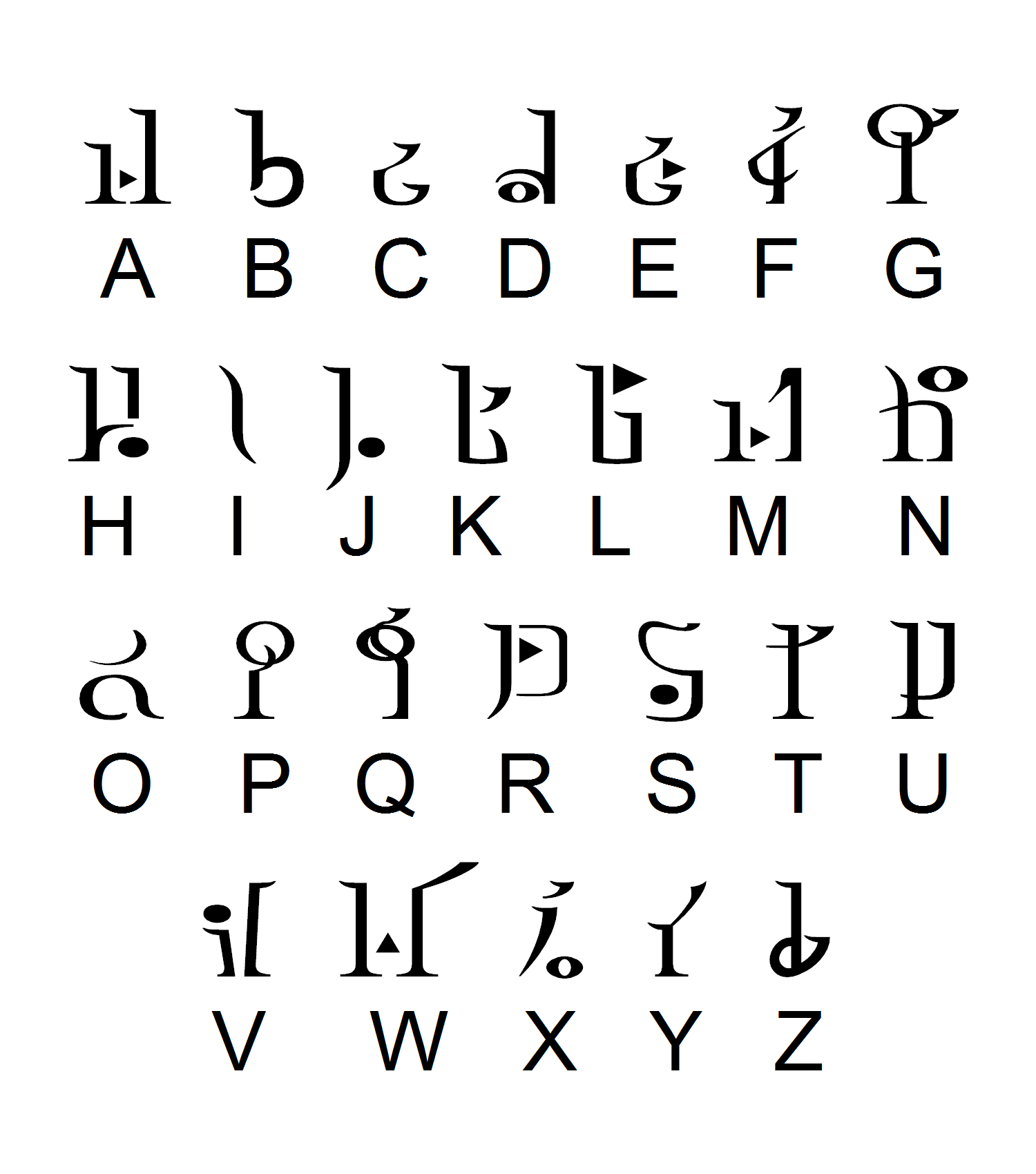
Alphabet Hylien dans Twilight Princess.

### Langue
L’Hylien serait la langue « officielle » du royaume, et elle a beaucoup évolué à travers le temps. L’Hylien est en réalité le katakana japonais, l’alphabet syllabaire japonais destiné aux mots étrangers. Mais en réalité, on peut le voir sous différentes formes un peu partout. On constate également la présence de la langue Gerudo par le biais de quelques éléments de vocabulaire dans Breath of the Wild.

### Religion et droit

Les rubis verts, bleus et rouges, monnaie commune d'Hyrule.

Dans A Link to the Past, c'est le livre de Mudora qui tient lieu de compilateur de lois, de légendes et de prophéties, ainsi que traducteur de l'Hylien ancien.
Il a été défini dans les mœurs que la majorité est à 17 ans, surnommé « âge de la Sagesse » car c'est à partir de là que les Hyliens peuvent, sans offenser la déesse Nayru, visiter les monts de Lanelle.
Mais sachant qu'Hyrule est un empire formé de diverses peuplades (Gerudos, Gorons, Piafs, Zoras, Sheikah, Kokiri, Minish, Korogus…), il est probable que chaque ethnie possède ses lois et ses traditions, plus ou moins indépendantes de la monarchie Hylienne. Dans le domaine Gerudo par exemple, les hommes (les « voïs » dans cette langue) n'ont pas le droit de pénétrer dans la cité du désert, qui fait office de capitale, avant un âge précis ou même pas du tout. De même, les soldates Gerudos doivent payer leurs erreurs ou leurs échecs en étant punies d'une manière originale : faire le tour du désert un grand nombre de fois. Il semble que ce soit les sept sages qui soient chargés de rendre la justice à Hyrule, bien que ce soient probablement les soldats et chevaliers d'Hyrule qui soient chargés du respect des lois ; la prison, les châtiments corporels ou la mort sont des peines observées dans les jeux (la mort uniquement en cas de haute trahison).
Sont globalement vénérées les trois déesses primordiales, Nayru, Din et Farore. Elles représentent respectivement la sagesse, la force et le courage ; ce sont elles qui ont créé la Triforce.
On y vénère également Hylia, créatrice et protectrice des Hyliens : c'est la déesse nourricière de tous les peuples, et elle combat les forces du mal à travers ses différentes réincarnations. En effet, elle a perdu son statut de déesse pour se transplanter dans le corps d'une hylienne, Zelda. Les descendantes de cette dernière auront par conséquent des pouvoirs divins, et seront surnommées les « filles du sang de la déesse ». Chaque région d'Hyrule est consacrée à une déesse en particulier:
- Firone est la région de Farore, déesse du Courage
- Ordinn est la région de Din, déesse de la Force
- Lanelle est la région de Nayru, déesse de la Sagesse

Quant à Hylia, elle est honorée un peu partout sur le territoire et ne possède pas de région particulière, à part son lac éponyme.
Il y a aussi des cultes régionaux : les huit héroïnes de pierres chez les Gerudos, les créatures divines, le dragon Valoo chez les Piafs, Jabu-Jabu ou la fée des Eaux chez les Zoras, le volcan chez les Gorons,la divinité maudite du village d'Ellimith, etc.

### Espèces et peuples

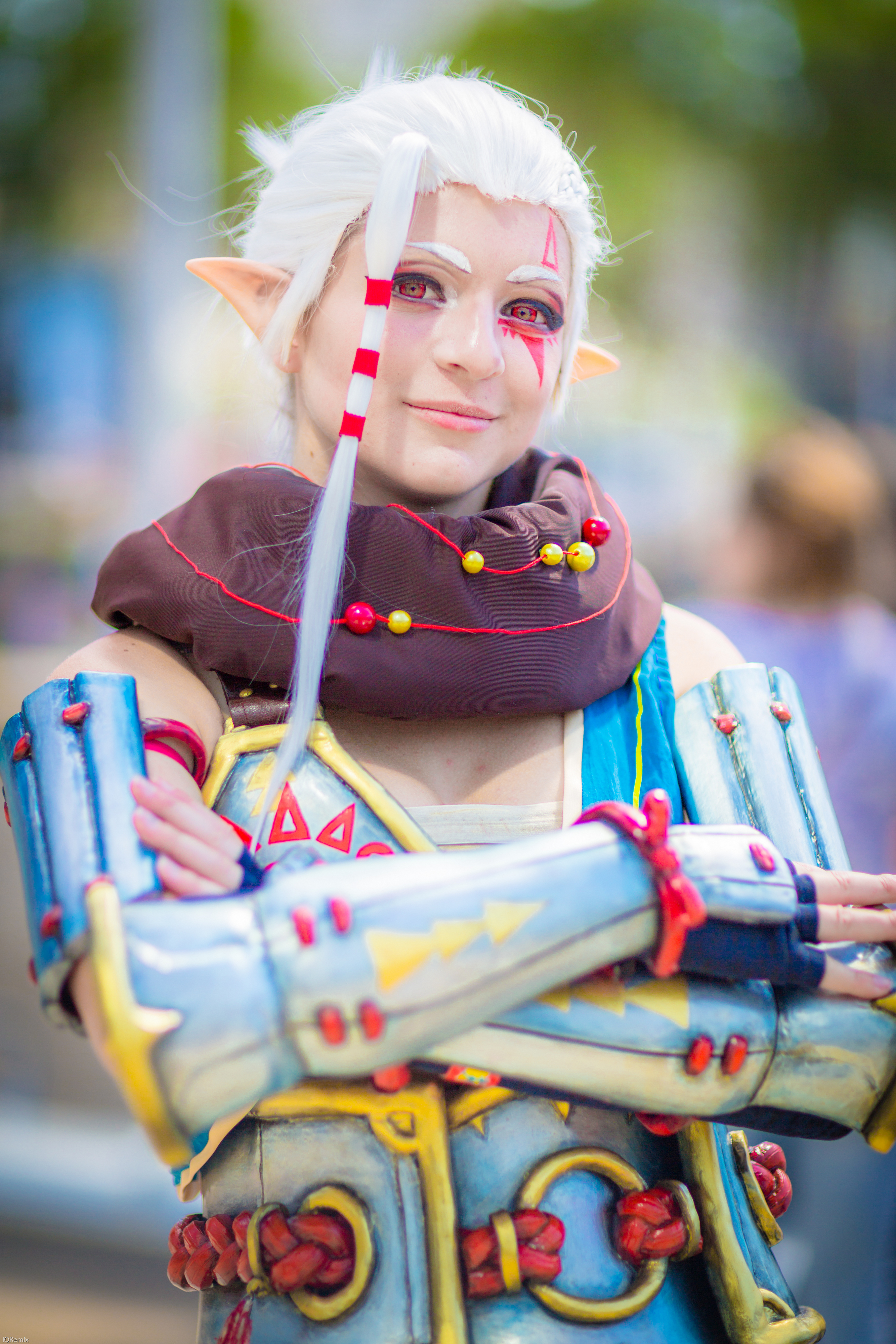
Cosplay d'Impa, une guerrière Sheikah à l'Animethon 2015.

Tous les peuples vivant à Hyrule sont dits « Hyruléens », à ne pas confondre avec les Hyliens, race dominante du royaume.
- Hyliens : les Hyliens ont fédéré les autres peuples et dirigent le Royaume. Ils ressemblent beaucoup aux humains à ceci près qu’ils ont les oreilles en pointe. La légende raconte que leurs oreilles servent à entendre les dieux. Link et Zelda sont des Hyliens.
- Gerudos : cette tribu de voleuses amazones vit retranchée dans une forteresse à l’ouest du royaume. Tous les cent ans, un homme naît pour les gouverner, mais des reines existent (Urbosa, Riju). Dans Ocarina of Time, cet homme est Ganondorf.
- Gorons : ces imposantes créatures de pierre vivent sur le Mont du Péril et se nourrissent de pierres, dont ils sont en partie constitués.
- Skimos : comme leur nom l’indique, ce sont de petits esquimaux, très pacifistes, ayant des sortes de bois sur la tête. Ils apparaissent dans Phantom Hourglass et Spirit Tracks, respectivement sur l’île Skimo et dans le village Skimo.
- Sheikahs : ces Hyliens ont été choisi par la déesse Hylia afin de former le clan Sheikah. Surnommé le peuple de l’Ombre, la majorité de ce peuple périt durant la Grande Guerre d’Hyrule. Les rares survivants servent la Famille Royale. Des rumeurs disent qu’à un certain moment, ils combattaient cette même famille (dans A Link to the Past, Agahnim porte l’œil symbole des Sheikahs sur sa cape).
- Zoras : ces étranges créatures, mi-humain mi-poisson, surveillent tous les points d’eau du Royaume, où ils habitent.
- Kokiris : les Kokiris sont des enfants perdus qui ne grandissent jamais. Ils sont toujours accompagnés d’une fée. Ils habitent la forêt à l’est d’Hyrule et ne sont pas autorisés à en sortir.
- Tokays : Ces Habitants vivent sur l’île croissant qui est reculée de Labrynna. Ils ressemblent à d’étranges lézards. Link les rencontre lorsqu'il échoue sur leur île et se fait tout voler.
- Subrosiens : Ces étranges créatures vivent au Tréfonds de Holodrum. Ils se nourrissent de lave et adorent danser. Link les rencontre lors de son périple pour retrouver le temple des saisons.
- Skull Kids : lorsqu’un Hylien s’égare dans les Bois Perdus, il se transforme en Skull Kid, créature espiègle et sans visage (littéralement : enfant crâne).
- Minishs : les Minishs sont des êtres microscopiques présents dans le Royaume. D’après la légende, seuls les enfants sages peuvent les apercevoir.
- Célestiens : les Célestiens étaient les premiers habitants d’Hyrule, puis ils construisirent Célestia, une cité flottante, et partirent y vivre. Dans Twilight Princess, Célestia est habitée par un peuple ayant une tête d’homme sur un corps de poulet mais il n’est pas dit s’ils sont les Célestiens d’origine.
- Éoliens : ce peuple vit dans un lieu appelé Au-dessus des nuages. Semblables aux Hyliens, ils ont fini par disparaître.
- Peuples Barbares : civilisations de la jungle de Firone ayant construit de grands complexes de pierre ; ils ont tous disparu.

Symbole des Gorons
Symbole des Gerudos
Symbole des Zoras

## Proverbes et rumeurs
- Il paraît que les nuages au sommet du mont du Péril reflètent la santé de la montagne. S’ils sont blancs, le royaume est en paix, s’ils sont rouges, le royaume est en guerre.
- On raconte que les grandes oreilles des Hyliens servent à entendre la voix des déesses.
- On raconte que les voleuses Gerudos viennent souvent au bourg d’Hyrule se chercher des petits amis.
- Un Hylien qui se perd dans les Bois Perdus devient un Stalfos. Un enfant devient un Skull kid.
- On raconte que Malon du ranch Lon Lon rêve toutes les nuits qu’un prince charmant la demande en mariage.
- Les squelettes qui rôdent le soir dans la plaine d’Hyrule sont les fantômes des soldats qui ont péri lors de la grande guerre.
- Le nom « Hyrule » a pour origine le nom du roi qui y règne, Daphnes Nohansen Hyrule. Cette révélation se trouve dans The Wind Waker, au moment où Link rencontre le roi au cours de son aventure.
- Il est raconté dans le royaume que chaque épouse des rois d’Hyrule est issue des pouvoirs des trois déesses, et en est la représentante de par son affectation à l’une des déesses.